# 金贞烈
金貞烈（韓語：김정렬，1917年9月29日—1992年9月7日），韩国空軍退役中將、政治人物、外交官、企业家。日本陆軍退役大尉，創氏改名時的日本名为香川貞雄（かがわ・さだお）。韓国光復后曾任第1屆空軍參謀總長、第19屆總理。本贯庆州，日占时期京城府出生，雅号曙巖（서암）。

## 生平
金貞烈出生於京城府的富裕家庭。他的伯父金基元（日本陸士15期）和父亲金埈元（日本陸士26期）都是大韩帝国军人，1936年京城第一高等普通学校毕业后，没进入日本陆军士官学校，1941年3月日本陆军航空官校（54期）毕业。成为日本帝国陆军航空队所属的飞行员。第二次世界大战快结束时，毕业于明野陸軍飛行学校。
1946年5月归国，1948年4月，进入南朝鮮国防警備隊。与崔用德、李根晳一起创建韩国空军，担任首任和第三任空军参谋总长职务。1957年任国防部长，1960年的4·19學運后李承晩辞去總統职務，他也退居二线。
5·16军事政变之后，1963年担任民主共和党第一任党议长，同年任韓國駐美大使，1966年任反共联盟理事长，1967年任民主共和党国会议员职务。
国会议员任期结束后，从1971年开始担任三星物产总经理、大韩商会副会长、政宇开发公司总裁等职，1980年崔圭夏总统下野后，担任全斗煥政権的平和統一諮問会議首席副議長，重归公職，全斗焕政权末期，担任第五共和国的最后一位国务总理。
2008年，民族问题研究所整理收录的《亲日人名辞典》收录预定者名单中选定金贞烈为亲日派。该名单中也包含了他的大伯金基元和父亲金埈元。

## 家庭关系
- 伯父 : 金基元（김기원，1878年11月9日-1934年7月14日，日本陆军中佐）
- 父亲 : 金埈元（김준원，1888年9月18日-1969年1月1日、前陆军庆尚南道沙丘司令官。1953年大韩民国陆军准将。）
- 妻子 : 이희재（李姬載，1920年6月25日 ~ ） 　 
  - 长子 : 김덕기（金悳基，1947年5月9日 ~ ）
  - 长媳 : 최영자（崔英子，1951年12月15日 ~ ）
    - 孙子 : 김율희（金律希，1978年11月1日~，金悳基、崔英子夫妇的儿子。）

  - 次子 : 김정기（金晶基，1950年3月17日 ~ ，已婚）
  - 幺子 : 김형기（金亨基，1955年5月29日 ~ ，已婚）
- 弟弟 : 金英煥（김영환，1921年1月8日~ 1954年3月4日，前空军第1戰鬥機聯隊（朝鲜语：대한민국 1전투비행단）聯隊長、空軍准将。）